# ماركوس ناسلوند
ماركوس ناسلوند (من مواليد 30 يوليو 1973) هو لاعب هوكي جليد سويدي محترف سابق والمدير العام السابق لمودو هوكي من دوري الهوكي السويدي . لعب في دوري الهوكي الوطني, اشتهر بمهاراته الهجومية، لا سيما تسديدات معصمه وطريقة استخدامه العصا.

## حياته السابقة
ولد نسلوند لأبوين ستور وأولا نسلوند في 30 يوليو 1973 في أورنشولدسفيك، السويد. أنتجت المدينة العديد من لاعبي الهوكي، بما في ذلك صديق الطفولة وزميله المستقبلي في هوكي بيتر فورسبرج ، بالإضافة إلى فيكتور هيدمان, وزملائه المستقبليين فيكتور هيدمان و دانيال.